# Torneo di Wimbledon 1922 - Doppio misto
Suzanne Lenglen e Pat O'Hara Wood hanno battuto in finale Elizabeth Ryan e Randolph Lycett col punteggio di 6-4, 6-3, grazie a questo successo Lenglen ha completato una tripletta vincendo nella stessa edizione tutti gli eventi a cui poteva partecipare, l'impresa le era già riuscita nel 1920.

## Tabellone

### Legenda
| - Q = Qualificato - WC = Wild card - LL = Lucky loser | - ALT = Alternate - SE = Special Exempt - PR = Protected Ranking | - w/o = Walkover - r = Ritirato - d = Squalificato |

### Fase finale
|  | Semifinali                      | Semifinali                      | Semifinali                      | Semifinali | Semifinali |  |  | Finale                          | Finale                          | Finale                          | Finale | Finale |  |
|  |                                 |                                 |                                 |            |            |  |  |                                 |                                 |                                 |        |        |  |
|  | Winifred McNair John Gilbert    | Winifred McNair John Gilbert    | Winifred McNair John Gilbert    | 0          | 0          |  |  |                                 |                                 |                                 |        |        |  |
|  | Elizabeth Ryan Randolph Lycett  | Elizabeth Ryan Randolph Lycett  | Elizabeth Ryan Randolph Lycett  | 6          | 6          |  |  | Elizabeth Ryan Randolph Lycett  | Elizabeth Ryan Randolph Lycett  | Elizabeth Ryan Randolph Lycett  | 4      | 3      |  |
|  | Vera Youle Cecil Tindell-Green  | Vera Youle Cecil Tindell-Green  | Vera Youle Cecil Tindell-Green  | 0          | 0          |  |  | Suzanne Lenglen Pat O'Hara Wood | Suzanne Lenglen Pat O'Hara Wood | Suzanne Lenglen Pat O'Hara Wood | 6      | 6      |  |
|  | Suzanne Lenglen Pat O'Hara Wood | Suzanne Lenglen Pat O'Hara Wood | Suzanne Lenglen Pat O'Hara Wood | 6          | 6          |  |  |                                 |                                 |                                 |        |        |  |

#### Parte alta

##### Sezione 1
|  | Primo turno                 | Primo turno                 | Primo turno                 | Primo turno                 | Primo turno |  |  | Secondo turno               | Secondo turno               | Secondo turno               | Secondo turno            | Secondo turno            |                          |   | Terzo turno               | Terzo turno               | Terzo turno               | Terzo turno        | Terzo turno        |   |   | Quarti di finale | Quarti di finale | Quarti di finale | Quarti di finale | Quarti di finale |  |
|  |                             |                             |                             |                             |             |  |  |                             |                             |                             |                          |                          |                          |   |                           |                           |                           |                    |                    |   |   |                  |                  |                  |                  |                  |  |
|  | W Beamish H Roper-Barrett   | W Beamish H Roper-Barrett   | W Beamish H Roper-Barrett   | W Beamish H Roper-Barrett   | w/o         |  |  |                             |                             |                             |                          |                          |                          |   |                           |                           |                           |                    |                    |   |   |                  |                  |                  |                  |                  |  |
|  | V Pinckney P Pinckney       | V Pinckney P Pinckney       | V Pinckney P Pinckney       | V Pinckney P Pinckney       |             |  |  | W Beamish H Roper-Barrett   | W Beamish H Roper-Barrett   | W Beamish H Roper-Barrett   | 7                        | 6                        |                          |   |                           |                           |                           |                    |                    |   |   |                  |                  |                  |                  |                  |  |
|  | K Gillou-Fenwick E Bartleet | K Gillou-Fenwick E Bartleet | K Gillou-Fenwick E Bartleet | K Gillou-Fenwick E Bartleet | w/o         |  |  | K Gillou-Fenwick E Bartleet | K Gillou-Fenwick E Bartleet | K Gillou-Fenwick E Bartleet | 5                        | 2                        |                          |   |                           |                           |                           |                    |                    |   |   |                  |                  |                  |                  |                  |  |
|  | B Colston G Millard         | B Colston G Millard         | B Colston G Millard         | B Colston G Millard         |             |  |  |                             |                             |                             |                          |                          |                          |   | W Beamish H Roper-Barrett | W Beamish H Roper-Barrett | W Beamish H Roper-Barrett | 7                  | 1                  |   |   |                  |                  |                  |                  |                  |  |
|  | H B Weston A Gore           | H B Weston A Gore           | 4                           | 6                           | 7           |  |  |                             |                             | M W Haughton B Haughton     | M W Haughton B Haughton  | M W Haughton B Haughton  | 9                        | 6 |                           |                           |                           |                    |                    |   |   |                  |                  |                  |                  |                  |  |
|  | D Craddock GTC Watt         | D Craddock GTC Watt         | 6                           | 1                           | 5           |  |  | H B Weston A Gore           | H B Weston A Gore           | H B Weston A Gore           | 2                        | 4                        |                          |   |                           |                           |                           |                    |                    |   |   |                  |                  |                  |                  |                  |  |
|  | M W Haughton B Haughton     | M W Haughton B Haughton     | M W Haughton B Haughton     | 6                           | 6           |  |  | M W Haughton B Haughton     | M W Haughton B Haughton     | M W Haughton B Haughton     | 6                        | 6                        |                          |   |                           |                           |                           |                    |                    |   |   |                  |                  |                  |                  |                  |  |
|  | B A Green H Stoker          | B A Green H Stoker          | B A Green H Stoker          | 2                           | 1           |  |  |                             |                             |                             |                          |                          |                          |   | M W Haughton B Haughton   | M W Haughton B Haughton   | M W Haughton B Haughton   | 2                  | 3                  |   |   |                  |                  |                  |                  |                  |  |
|  | L Bull F Fisher             | L Bull F Fisher             | L Bull F Fisher             | 6                           | 6           |  |  |                             |                             |                             |                          |                          |                          |   |                           |                           | W McNair J Gilbert        | W McNair J Gilbert | W McNair J Gilbert | 6 | 6 |                  |                  |                  |                  |                  |  |
|  | M Parton T Mavrogordato     | M Parton T Mavrogordato     | M Parton T Mavrogordato     | 3                           | 4           |  |  | L Bull F Fisher             | L Bull F Fisher             | L Bull F Fisher             | 2                        | 3                        |                          |   |                           |                           |                           |                    |                    |   |   |                  |                  |                  |                  |                  |  |
|  | W McNair J Gilbert          | W McNair J Gilbert          | W McNair J Gilbert          | 6                           | 9           |  |  | W McNair J Gilbert          | W McNair J Gilbert          | W McNair J Gilbert          | 6                        | 6                        |                          |   |                           |                           |                           |                    |                    |   |   |                  |                  |                  |                  |                  |  |
|  | E Harvey C-E von Braun      | E Harvey C-E von Braun      | E Harvey C-E von Braun      | 0                           | 7           |  |  |                             |                             |                             |                          |                          |                          |   | W McNair J Gilbert        | W McNair J Gilbert        | W McNair J Gilbert        | W McNair J Gilbert | w/o                |   |   |                  |                  |                  |                  |                  |  |
|  | C Rimington E G Bisseker    | C Rimington E G Bisseker    | 2                           | 6                           | 6           |  |  |                             |                             | C Rimington E G Bisseker    | C Rimington E G Bisseker | C Rimington E G Bisseker | C Rimington E G Bisseker |   |                           |                           |                           |                    |                    |   |   |                  |                  |                  |                  |                  |  |
|  | M O'Neill JFC Simpson       | M O'Neill JFC Simpson       | 6                           | 4                           | 4           |  |  | C Rimington E G Bisseker    | C Rimington E G Bisseker    | C Rimington E G Bisseker    | C Rimington E G Bisseker | w/o                      |                          |   |                           |                           |                           |                    |                    |   |   |                  |                  |                  |                  |                  |  |
|  | E F Rose W Radcliffe        | E F Rose W Radcliffe        | E F Rose W Radcliffe        | 6                           | 6           |  |  | E F Rose W Radcliffe        | E F Rose W Radcliffe        | E F Rose W Radcliffe        | E F Rose W Radcliffe     |                          |                          |   |                           |                           |                           |                    |                    |   |   |                  |                  |                  |                  |                  |  |
|  | O Manser E Lamb             | O Manser E Lamb             | O Manser E Lamb             | 3                           | 3           |  |  |                             |                             |                             |                          |                          |                          |   |                           |                           |                           |                    |                    |   |   |                  |                  |                  |                  |                  |  |

##### Sezione 2
|  | Primo turno                    | Primo turno                    | Primo turno                    | Primo turno | Primo turno |  |  | Secondo turno                  | Secondo turno                  | Secondo turno                  | Secondo turno                  | Secondo turno                  |   |   | Terzo turno        | Terzo turno        | Terzo turno        | Terzo turno        | Terzo turno |   |   | Quarti di finale | Quarti di finale | Quarti di finale | Quarti di finale | Quarti di finale |  |
|  |                                |                                |                                |             |             |  |  |                                |                                |                                |                                |                                |   |   |                    |                    |                    |                    |             |   |   |                  |                  |                  |                  |                  |  |
|  | E Ryan R Lycett                | E Ryan R Lycett                | E Ryan R Lycett                | 6           | 7           |  |  |                                |                                |                                |                                |                                |   |   |                    |                    |                    |                    |             |   |   |                  |                  |                  |                  |                  |  |
|  | A Cobb M Wallenberg            | A Cobb M Wallenberg            | A Cobb M Wallenberg            | 1           | 5           |  |  | E Ryan R Lycett                | E Ryan R Lycett                | E Ryan R Lycett                | 6                              | 6                              |   |   |                    |                    |                    |                    |             |   |   |                  |                  |                  |                  |                  |  |
|  | A Edgington A Dudley           | A Edgington A Dudley           | 6                              | 6           | 7           |  |  | A Edgington A Dudley           | A Edgington A Dudley           | A Edgington A Dudley           | 1                              | 2                              |   |   |                    |                    |                    |                    |             |   |   |                  |                  |                  |                  |                  |  |
|  | H M Garfit B Swinden           | H M Garfit B Swinden           | 3                              | 8           | 5           |  |  |                                |                                |                                |                                |                                |   |   | E Ryan R Lycett    | E Ryan R Lycett    | E Ryan R Lycett    | 6                  | 6           |   |   |                  |                  |                  |                  |                  |  |
|  | I Peacock C Campbell           | I Peacock C Campbell           | I Peacock C Campbell           | 6           | 6           |  |  |                                |                                | I Peacock C Campbell           | I Peacock C Campbell           | I Peacock C Campbell           | 2 | 4 |                    |                    |                    |                    |             |   |   |                  |                  |                  |                  |                  |  |
|  | P Dransfield C S Gordon-Smith  | P Dransfield C S Gordon-Smith  | P Dransfield C S Gordon-Smith  | 2           | 2           |  |  | I Peacock C Campbell           | I Peacock C Campbell           | I Peacock C Campbell           | I Peacock C Campbell           | w/o                            |   |   |                    |                    |                    |                    |             |   |   |                  |                  |                  |                  |                  |  |
|  | P Ingram A Ingram              | P Ingram A Ingram              | 3                              | 7           | 6           |  |  | P Ingram A Ingram              | P Ingram A Ingram              | P Ingram A Ingram              | P Ingram A Ingram              |                                |   |   |                    |                    |                    |                    |             |   |   |                  |                  |                  |                  |                  |  |
|  | E Sigourney G Caner            | E Sigourney G Caner            | 6                              | 5           | 4           |  |  |                                |                                |                                |                                |                                |   |   | E Ryan R Lycett    | E Ryan R Lycett    | 4                  | 6                  | 6           |   |   |                  |                  |                  |                  |                  |  |
|  | K McKane W Crawley             | K McKane W Crawley             | K McKane W Crawley             | 6           | 7           |  |  |                                |                                |                                |                                |                                |   |   |                    |                    | K McKane W Crawley | K McKane W Crawley | 6           | 3 | 3 |                  |                  |                  |                  |                  |  |
|  | E d'Ayen J Borotra             | E d'Ayen J Borotra             | E d'Ayen J Borotra             | 1           | 5           |  |  | K McKane W Crawley             | K McKane W Crawley             | K McKane W Crawley             | 6                              | 8                              |   |   |                    |                    |                    |                    |             |   |   |                  |                  |                  |                  |                  |  |
|  | E Goss A Gravem                | E Goss A Gravem                | E Goss A Gravem                | 6           | 6           |  |  | E Goss A Gravem                | E Goss A Gravem                | E Goss A Gravem                | 3                              | 6                              |   |   |                    |                    |                    |                    |             |   |   |                  |                  |                  |                  |                  |  |
|  | P Satterthwaite J Hillyard     | P Satterthwaite J Hillyard     | P Satterthwaite J Hillyard     | 4           | 4           |  |  |                                |                                |                                |                                |                                |   |   | K McKane W Crawley | K McKane W Crawley | K McKane W Crawley | 6                  | 6           |   |   |                  |                  |                  |                  |                  |  |
|  | M Clayton L Godfree            | M Clayton L Godfree            | 6                              | 4           | 6           |  |  |                                |                                | D Douglass-Chambers R Wertheim | D Douglass-Chambers R Wertheim | D Douglass-Chambers R Wertheim | 3 | 3 |                    |                    |                    |                    |             |   |   |                  |                  |                  |                  |                  |  |
|  | E Colyer C Ramaswami           | E Colyer C Ramaswami           | 1                              | 6           | 3           |  |  | M Clayton L Godfree            | M Clayton L Godfree            | M Clayton L Godfree            | 4                              | 3                              |   |   |                    |                    |                    |                    |             |   |   |                  |                  |                  |                  |                  |  |
|  | D Douglass-Chambers R Wertheim | D Douglass-Chambers R Wertheim | D Douglass-Chambers R Wertheim | 6           | 6           |  |  | D Douglass-Chambers R Wertheim | D Douglass-Chambers R Wertheim | D Douglass-Chambers R Wertheim | 6                              | 6                              |   |   |                    |                    |                    |                    |             |   |   |                  |                  |                  |                  |                  |  |
|  | P M Stevenson V Burr           | P M Stevenson V Burr           | P M Stevenson V Burr           | 4           | 2           |  |  |                                |                                |                                |                                |                                |   |   |                    |                    |                    |                    |             |   |   |                  |                  |                  |                  |                  |  |

#### Parte bassa

##### Sezione 3
|  | Primo turno                     | Primo turno                     | Primo turno                     | Primo turno      | Primo turno |  |  | Secondo turno           | Secondo turno           | Secondo turno           | Secondo turno           | Secondo turno       |                  |   | Terzo turno             | Terzo turno             | Terzo turno             | Terzo turno             | Terzo turno             |   |   | Quarti di finale | Quarti di finale | Quarti di finale | Quarti di finale | Quarti di finale |  |
|  |                                 |                                 |                                 |                  |             |  |  |                         |                         |                         |                         |                     |                  |   |                         |                         |                         |                         |                         |   |   |                  |                  |                  |                  |                  |  |
|  | W P Keays C Dixon               | W P Keays C Dixon               | W P Keays C Dixon               | 6                | 6           |  |  |                         |                         |                         |                         |                     |                  |   |                         |                         |                         |                         |                         |   |   |                  |                  |                  |                  |                  |  |
|  | N Wilford Regno Unito M S Scott | N Wilford Regno Unito M S Scott | N Wilford Regno Unito M S Scott | 1                | 4           |  |  | W P Keays C Dixon       | W P Keays C Dixon       | W P Keays C Dixon       | 4                       | 1                   |                  |   |                         |                         |                         |                         |                         |   |   |                  |                  |                  |                  |                  |  |
|  | M S Scott P J Oakley            | M S Scott P J Oakley            | M S Scott P J Oakley            | 6                | 8           |  |  | M S Scott P J Oakley    | M S Scott P J Oakley    | M S Scott P J Oakley    | 6                       | 6                   |                  |   |                         |                         |                         |                         |                         |   |   |                  |                  |                  |                  |                  |  |
|  | I F Elliot T Bevan              | I F Elliot T Bevan              | I F Elliot T Bevan              | 1                | 6           |  |  |                         |                         |                         |                         |                     |                  |   | M S Scott P J Oakley    | M S Scott P J Oakley    | M S Scott P J Oakley    | M S Scott P J Oakley    | w/o                     |   |   |                  |                  |                  |                  |                  |  |
|  | E Head E Portlock               | E Head E Portlock               | 6                               | 2                | 6           |  |  |                         |                         | J Coote F P Down        | J Coote F P Down        | J Coote F P Down    | J Coote F P Down |   |                         |                         |                         |                         |                         |   |   |                  |                  |                  |                  |                  |  |
|  | P Alison P De Borman            | P Alison P De Borman            | 2                               | 6                | 2           |  |  | E Head E Portlock       | E Head E Portlock       | 1                       | 7                       | 6                   |                  |   |                         |                         |                         |                         |                         |   |   |                  |                  |                  |                  |                  |  |
|  | J Coote F P Down                | J Coote F P Down                | J Coote F P Down                | J Coote F P Down | w/o         |  |  | J Coote F P Down        | J Coote F P Down        | 6                       | 5                       | 8                   |                  |   |                         |                         |                         |                         |                         |   |   |                  |                  |                  |                  |                  |  |
|  | D Geen A Prebble                | D Geen A Prebble                | D Geen A Prebble                | D Geen A Prebble |             |  |  |                         |                         |                         |                         |                     |                  |   | M S Scott P J Oakley    | M S Scott P J Oakley    | M S Scott P J Oakley    | 3                       | 4                       |   |   |                  |                  |                  |                  |                  |  |
|  | V Youle C Tindell-Green         | V Youle C Tindell-Green         | 4                               | 6                | 6           |  |  |                         |                         |                         |                         |                     |                  |   |                         |                         | V Youle C Tindell-Green | V Youle C Tindell-Green | V Youle C Tindell-Green | 6 | 6 |                  |                  |                  |                  |                  |  |
|  | M F Ellis H Pervin              | M F Ellis H Pervin              | 6                               | 3                | 4           |  |  | V Youle C Tindell-Green | V Youle C Tindell-Green | V Youle C Tindell-Green | V Youle C Tindell-Green | w/o                 |                  |   |                         |                         |                         |                         |                         |   |   |                  |                  |                  |                  |                  |  |
|  | D Holman X Kasdaglis            | D Holman X Kasdaglis            | 6                               | 4                | 6           |  |  | D Holman X Kasdaglis    | D Holman X Kasdaglis    | D Holman X Kasdaglis    | D Holman X Kasdaglis    |                     |                  |   |                         |                         |                         |                         |                         |   |   |                  |                  |                  |                  |                  |  |
|  | M B Reckitt U Williams          | M B Reckitt U Williams          | 1                               | 6                | 2           |  |  |                         |                         |                         |                         |                     |                  |   | V Youle C Tindell-Green | V Youle C Tindell-Green | V Youle C Tindell-Green | 6                       | 6                       |   |   |                  |                  |                  |                  |                  |  |
|  | M Stocks O Turnbull             | M Stocks O Turnbull             | M Stocks O Turnbull             | 10               | 7           |  |  |                         |                         | M Stocks O Turnbull     | M Stocks O Turnbull     | M Stocks O Turnbull | 3                | 4 |                         |                         |                         |                         |                         |   |   |                  |                  |                  |                  |                  |  |
|  | M Coles A W Asthalter           | M Coles A W Asthalter           | M Coles A W Asthalter           | 8                | 5           |  |  | M Stocks O Turnbull     | M Stocks O Turnbull     | M Stocks O Turnbull     | M Stocks O Turnbull     | w/o                 |                  |   |                         |                         |                         |                         |                         |   |   |                  |                  |                  |                  |                  |  |
|  | S Lumley-Ellis S Owen           | S Lumley-Ellis S Owen           | S Lumley-Ellis S Owen           | 6                | 6           |  |  | S Lumley-Ellis S Owen   | S Lumley-Ellis S Owen   | S Lumley-Ellis S Owen   | S Lumley-Ellis S Owen   |                     |                  |   |                         |                         |                         |                         |                         |   |   |                  |                  |                  |                  |                  |  |
|  | T Bostock L Crawford            | T Bostock L Crawford            | T Bostock L Crawford            | 4                | 1           |  |  |                         |                         |                         |                         |                     |                  |   |                         |                         |                         |                         |                         |   |   |                  |                  |                  |                  |                  |  |

##### Sezione 4
|  | Primo turno               | Primo turno               | Primo turno               | Primo turno               | Primo turno |  |  | Secondo turno             | Secondo turno             | Secondo turno             | Secondo turno           | Secondo turno           |   |   | Terzo turno             | Terzo turno             | Terzo turno             | Terzo turno          | Terzo turno          |   |   | Quarti di finale | Quarti di finale | Quarti di finale | Quarti di finale | Quarti di finale |  |
|  |                           |                           |                           |                           |             |  |  |                           |                           |                           |                         |                         |   |   |                         |                         |                         |                      |                      |   |   |                  |                  |                  |                  |                  |  |
|  | H V Parbury H S Milford   | H V Parbury H S Milford   | H V Parbury H S Milford   | H V Parbury H S Milford   | w/o         |  |  |                           |                           |                           |                         |                         |   |   |                         |                         |                         |                      |                      |   |   |                  |                  |                  |                  |                  |  |
|  | J Hextall L M Hertsman    | J Hextall L M Hertsman    | J Hextall L M Hertsman    | J Hextall L M Hertsman    |             |  |  | H V Parbury H S Milford   | H V Parbury H S Milford   | 2                         | 8                       | 5                       |   |   |                         |                         |                         |                      |                      |   |   |                  |                  |                  |                  |                  |  |
|  | M Mallory D Mathey        | M Mallory D Mathey        | M Mallory D Mathey        | 6                         | 6           |  |  | M Mallory D Mathey        | M Mallory D Mathey        | 6                         | 6                       | 7                       |   |   |                         |                         |                         |                      |                      |   |   |                  |                  |                  |                  |                  |  |
|  | B Brown H Aitken          | B Brown H Aitken          | B Brown H Aitken          | 4                         | 2           |  |  |                           |                           |                           |                         |                         |   |   | M Mallory D Mathey      | M Mallory D Mathey      | M Mallory D Mathey      | 2                    | 4                    |   |   |                  |                  |                  |                  |                  |  |
|  | D Kemmis-Betty G Sherwell | D Kemmis-Betty G Sherwell | D Kemmis-Betty G Sherwell | D Kemmis-Betty G Sherwell | w/o         |  |  |                           |                           | S Lenglen P O'Hara Wood   | S Lenglen P O'Hara Wood | S Lenglen P O'Hara Wood | 6 | 6 |                         |                         |                         |                      |                      |   |   |                  |                  |                  |                  |                  |  |
|  | R Winch RH Hotham         | R Winch RH Hotham         | R Winch RH Hotham         | R Winch RH Hotham         |             |  |  | D Kemmis-Betty G Sherwell | D Kemmis-Betty G Sherwell | D Kemmis-Betty G Sherwell | 2                       | 1                       |   |   |                         |                         |                         |                      |                      |   |   |                  |                  |                  |                  |                  |  |
|  | S Lenglen P O'Hara Wood   | S Lenglen P O'Hara Wood   | S Lenglen P O'Hara Wood   | 6                         | 6           |  |  | S Lenglen P O'Hara Wood   | S Lenglen P O'Hara Wood   | S Lenglen P O'Hara Wood   | 6                       | 6                       |   |   |                         |                         |                         |                      |                      |   |   |                  |                  |                  |                  |                  |  |
|  | N Middleton A Drew        | N Middleton A Drew        | N Middleton A Drew        | 1                         | 1           |  |  |                           |                           |                           |                         |                         |   |   | S Lenglen P O'Hara Wood | S Lenglen P O'Hara Wood | S Lenglen P O'Hara Wood | 6                    | 6                    |   |   |                  |                  |                  |                  |                  |  |
|  | W L Hollick               | W L Hollick               | W L Hollick               | W L Hollick               | w/o         |  |  |                           |                           |                           |                         |                         |   |   |                         |                         | F S Warburg J Washer    | F S Warburg J Washer | F S Warburg J Washer | 2 | 1 |                  |                  |                  |                  |                  |  |
|  | R Wood G M Elliott        | R Wood G M Elliott        | R Wood G M Elliott        | R Wood G M Elliott        |             |  |  | W L Hollick W L Hollick   | W L Hollick W L Hollick   | W L Hollick W L Hollick   | 1                       | 4                       |   |   |                         |                         |                         |                      |                      |   |   |                  |                  |                  |                  |                  |  |
|  | F S Warburg J Washer      | F S Warburg J Washer      | F S Warburg J Washer      | 6                         | 6           |  |  | F S Warburg J Washer      | F S Warburg J Washer      | F S Warburg J Washer      | 6                       | 6                       |   |   |                         |                         |                         |                      |                      |   |   |                  |                  |                  |                  |                  |  |
|  | C E Hunter WT Tucker      | C E Hunter WT Tucker      | C E Hunter WT Tucker      | 3                         | 4           |  |  |                           |                           |                           |                         |                         |   |   | F S Warburg J Washer    | F S Warburg J Washer    | 4                       | 6                    | 6                    |   |   |                  |                  |                  |                  |                  |  |
|  | H Aitchison SF Thol       | H Aitchison SF Thol       | H Aitchison SF Thol       | 6                         | 6           |  |  |                           |                           | H Aitchison SF Thol       | H Aitchison SF Thol     | 6                       | 2 | 3 |                         |                         |                         |                      |                      |   |   |                  |                  |                  |                  |                  |  |
|  | M Welsh L F Davin         | M Welsh L F Davin         | M Welsh L F Davin         | 4                         | 3           |  |  | H Aitchison SF Thol       | H Aitchison SF Thol       | H Aitchison SF Thol       | H Aitchison SF Thol     | w/o                     |   |   |                         |                         |                         |                      |                      |   |   |                  |                  |                  |                  |                  |  |
|  | A A Hall A Zerlendis      | A A Hall A Zerlendis      | A A Hall A Zerlendis      | 7                         | 6           |  |  | A A Hall A Zerlendis      | A A Hall A Zerlendis      | A A Hall A Zerlendis      | A A Hall A Zerlendis    |                         |   |   |                         |                         |                         |                      |                      |   |   |                  |                  |                  |                  |                  |  |
|  | H Hogarth G A Thomas      | H Hogarth G A Thomas      | H Hogarth G A Thomas      | 5                         | 4           |  |  |                           |                           |                           |                         |                         |   |   |                         |                         |                         |                      |                      |   |   |                  |                  |                  |                  |                  |  |